# Milagros Leal
Milagros Leal Vázquez (Madrid, 2 de diciembre de 1902 - Madrid, 2 de marzo de 1975) fue una actriz española.

## Biografía
Se inicia en el teatro siendo aún una niña con la Compañía de Loreto Prado y Enrique Chicote y ya a temprana edad comienza a cosechar éxitos sobre el escenario, como el alcanzado con la obra Champán. En 1923 pasa a trabajar junto a Catalina Bárcena y Gregorio Martínez Sierra, hasta 1930 y en 1934 crea su propia compañía. A lo largo de una trayectoria que se prolonga durante seis décadas, se consolidaría como una de las grandes damas de la escena española del siglo XX, con éxitos notables como  Las mariposas son libres.
En cine debuta en 1928 y su trayectoria, a diferencia de la teatral, circula en torno, casi siempre, a papeles secundarios, aunque de sólida factura.
Su hija, Amparo Soler Leal, nacida de su matrimonio con el también actor Salvador Soler Marí, continuó la tradición artística familiar.

## Teatro (selección)
- El admirable Crichton (1922).
- La estrella de Justina (1925).
- Mariquilla Terremoto (1930).
- Anacleto se divorcia (1932).
- La propia estimación (1941)
- Los habitantes de la casa deshabitada (1942).
- Blanca por fuera y rosa por dentro (1943).
- El pañuelo de la dama errante (1945).
- El sexo débil ha hecho gimnasia (1946).
- Don Juan Tenorio (1947).
- Víspera de bodas (1948).
- Sucedió como en el cine (1950).
- Marido y medio (1950).
- Doña Clarines (1951).
- La muralla (1954)
- Enriqueta sí, Enriqueta no (1954).
- Cyrano de Bergerac (1955).
- Los intereses creados (1956)
- La novia del espacio (1956)[1]
- El pan de todos (1957).
- Alejandro Magno.
- Ondina (1958)[2]
- Un soñador para un pueblo (1958).[3]
- Anna Christie (1959)[4]
- Medea (1959).
- Hamlet (1960).
- Divinas palabras (1961).
- De profesión sospechoso (1962).
- La barca sin pescador (1963).[5]
- Los árboles mueren de pie (1963).
- Ligazón (1966).
- El baño de las ninfas (1966).[6]
- La Celestina (1967).

## Filmografía (selección)
- El clavo (1944).
- El destino se disculpa (1944).
- El fantasma y Doña Juanita (1945).
- Las inquietudes de Shanti Andía (1947).
- Don Quijote de la Mancha (1947).
- Angustia (1947).
- Puebla de las mujeres (1952).
- Ha desaparecido un pasajero (1953).
- Vuelo 971 (1953).
- Los gamberros (1954).
- Los ladrones somos gente honrada (1956).
- La casa de la Troya (1959).
- Don José, Pepe y Pepito (1961).
- Vamos a contar mentiras (1962).
- La verbena de la Paloma (1963).
- El mundo sigue (1963).
- Novios 68 (1967).
- La vil seducción (1968).
- El hombre que se quiso matar (1970).
- Las señoritas de mala compañía (1973) .
- Tormento (1974).